# 総武鉄道モハ1000形電車
総武鉄道モハ1000形電車（そうぶてつどうモハ1000がたでんしゃ）は、現在の東武野田線の前身である総武鉄道（2代）が新製した電車である。なお、本項では同系のモハニ1100形電車・クハ1200形電車についても記述する。

## 概要
総武鉄道が1929年（昭和4年）の大宮 - 粕壁間電化に備え、日本車輌東京支店で新製した電車で、下記3形式10両が在籍した。
- モハ1000形：1001 - 1004
- モハニ1100形：1101 - 1104
- クハ1200形：1201・1202

モハ1000形・クハ1200形は普通車、モハニ1100形は荷物合造車である。いずれも全長16,064mm, 全幅2,730mmの半鋼製車体であるが、同時期に新製されていた東武形車両、東武デハ5形等と比較して、比較的薄い屋根等も相まって若干近代的な印象を与えるものであった。全車とも両運転台構造であり、側面には片側3ヶ所の客用扉と二段式の側窓を備え、前面に設置された狭幅貫通扉と運転席窓上の通風口が特徴であった。窓配置はモハ1000形・クハ1200形が1D6D6D1（D：客用扉）、モハニ1100形が1B6D6D1（B：荷物積卸用扉）。
主要機器はイングリッシュ・エレクトリック(E.E.)社製、もしくはE.E.社の国内ライセンス製品が搭載されており、当時新製されていた東武形車両と同一であった。制御器は東洋電機製造製の電動カム軸式自動加速制御器を搭載し、台車はボールドウィン・ロコモティブ・ワークス社製ボールドウィンA形台車の国内デッドコピー製品である汽車製造製BW-75-25釣り合い梁式台車を電動車・制御車ともに装備する。

## 東武合併後
1944年（昭和19年）に総武鉄道が東武鉄道へ吸収合併された後も引き続き野田線で使用されたが、1945年（昭和20年）1月に発生した衝突事故でモハ1200とモハニ1104が車体を損傷し、復旧に際していずれも片運転台化・正面非貫通化・乗務員扉の新設が施工された。
その後1947年（昭和22年）にモハ1001・1002、クハ1201の3両が高松琴平電気鉄道へ、翌1948年（昭和23年）にはモハ1003が上田丸子電鉄（後の上田交通）へそれぞれ譲渡された。これは1947年（昭和22年）に東武が63系（後の7300系）や国電の戦災損傷車両の割り当てを受けたことの見返りとして、保有車両の地方私鉄への供出を運輸省より指示されたことによるものであった。これら譲渡車両については後述する。
その後モハニ1101が1948年（昭和23年）に事故により車体を焼損し、翌1949年（昭和24年）の復旧に際して電装解除され、同時にモハ1200・モハニ1104と同様に片運転台化・正面非貫通化・乗務員扉の新設が施工された。その後1951年（昭和26年）に施行された大改番によって、モハ1004・クハ1202はモハ1200形1200・1201へ、モハニ1102 - 1104はモハニ1270形1270 - 1272へ、前述モハニ1101はクハニ470形470へそれぞれ改称・改番されている。

### 各種改造
本系列の主要機器は前述のように東武形車両とは仕様が異なっていたため、主に保守上の都合から翌1952年（昭和27年）には電動車となっていた車両も全車電装解除された。モハ1200形はクハ220形225・226、モハニ1270形はクハニ470形471 - 473とそれぞれ改番され、「32系」と呼ばれていたグループに編入される形となった。なお、電装解除に際して全車片運転台化が施工されている。
本系列は東武形車両と比較して運転台の前後寸法が狭く、乗務員からの苦情が多く寄せられたことから、クハ225・226の2両について運転室の拡大が施工された。内容は台枠を運転台寄り端部側に200mm延長し、全室運転台化した上で運転台左右両側に乗務員扉を新設するもので、1963年（昭和38年）1月にクハ226が、同年4月にクハ225がそれぞれ竣工している。なお、後述更新時期の関係でクハニ470形については同工事は施工されなかった。

### 晩年
本系列は終始野田線から離れることなく使用されたが、1964年（昭和39年）より開始された32系の3000系への更新に際して、クハニ470形は1965年（昭和40年）から1967年（昭和42年）にかけて3000系クハ3600形3643 - 3646へ、クハ225・226は1968年（昭和43年）・1969年（昭和44年）にサハ3600形3641・3642へそれぞれ更新され、本系列は形式消滅した。

## 譲渡車

### 高松琴平電気鉄道

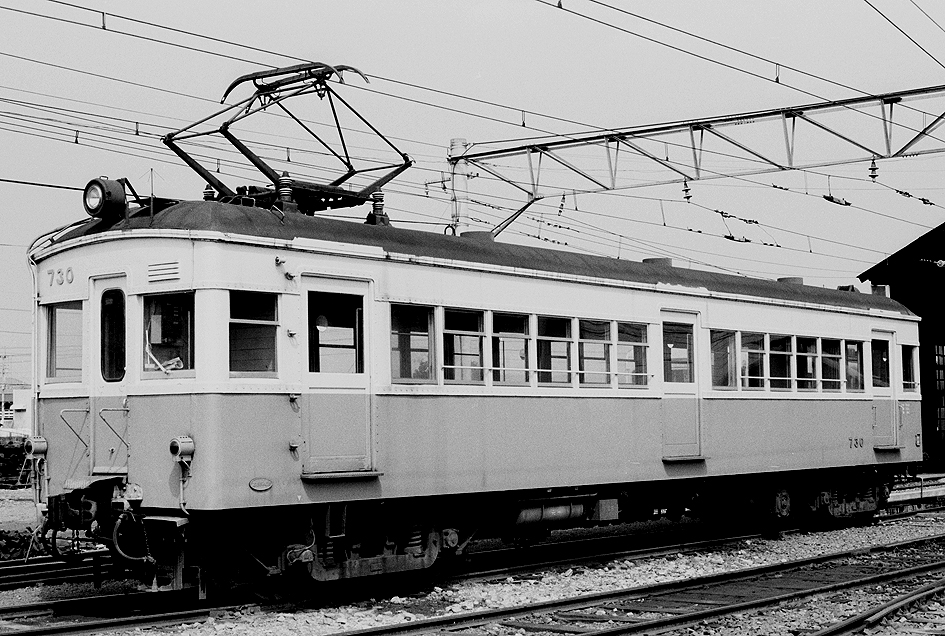
7000形 730

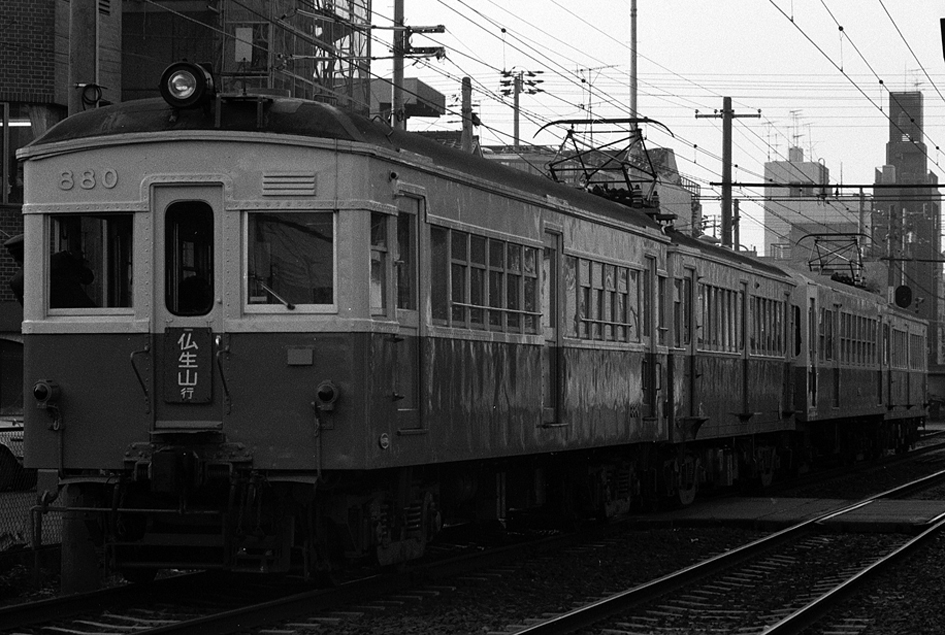
880形 880

高松琴平電気鉄道へ供出されたモハ1001・1002、クハ1201は台車改軌などの改造を受け、1001・1002は制御電動車7000形710・720、クハ1200形は制御車9000形910となり、琴平線に配置された。
琴電入線後は同社初の間接自動加速制御、自動扉車として重宝されていたが、機器共通化のため1966年（昭和41年）に他車同様のHL制御器に換装された。また、1974年（昭和49年）には910が電装化の上で7000形に編入されて730となった。
だが、7000形の3両体制は長く続かなかった。1981年（昭和56年）に1053形の導入により710・720が代替廃車され、残る730も1983年（昭和58年）には1013形の導入により志度線に転属し、この際重量制限の関係で電装解除されて再び制御車となったが、形式称号・車番は元の9000形910とはならず、880形880と新形式に区分された。同線転属後は同時期に制御車化され志度線に転属した890形と異なり、終始予備車扱いで営業運転に就く機会はほとんどないままであった。1994年（平成6年）の志度線分断により長尾線に転属した後も引き続き予備車扱いとされ、実際は仏生山工場の片隅で放置されていた。
しかし、1996年（平成8年）に前述路線分断に伴う車両不足を補うため、同じく長期間放置状態にあった70形71ともども外板補修等の更新工事が施工され、約10年ぶりに営業運転に復帰することとなった。なお、更新工事に際して側窓のアルミサッシ化、前面の通風口埋込が施工された他、外板張り替えに伴いリベットが廃止されている。
運用復帰後は主に60形67と編成を組み、最後の総武鉄道出自車両として平成の世まで生き残った同車であったが、600形の増備により2000年（平成12年）に廃車解体された。

### 上田丸子電鉄
上田丸子電鉄へ供出されたモハ1003はモハ1001となり、菅平鹿沢線（後の真田傍陽線）に配置された。入線に際して正面非貫通化および荷物輸送用スペース確保のための非パンタ側の側扉移設の改造が施工され、窓配置は1D6D5D2と変化している。
1950年（昭和25年）の改番では、間接自動加速制御車であることからモハ5360形5361となった。しかし、勾配線区である真田傍陽線においては自動加速制御器は不向きであり、運用上難があったことから、1964年（昭和39年）頃に制御方式のHL制御化および主電動機の換装が施工され、モハ4260形4261と改称・改番された。また、この改造と前後して乗務員扉が新設され、窓配置はdD6D5D1d（d：乗務員扉）と変化した。
1972年（昭和47年）の真田傍陽線廃線後は弘南鉄道へ譲渡され、モハ100形110と改称・改番された上で大鰐線に配置された。しかし、同社では予備車的扱いに終始し、1980年（昭和55年）に廃車解体された。
この総武モハ1003は一説によると長野電鉄へ供出される予定だったという話もあるが詳細は判明していない。

## 車歴
| 新製時     | 地方私鉄供出                             | 大改番 1951年（昭和26年） | 電装解除 1952年（昭和27年） | 3000系への更新              | 改番 1971年（昭和46年） |
| モハ1001   | 高松琴平電鉄7000形710 1947年（昭和22年） |                           |                             |                             |                         |
| モハ1002   | 高松琴平電鉄7000形720 1947年（昭和22年） |                           |                             |                             |                         |
| モハ1003   | 上田丸子電鉄モハ1001 1948年（昭和23年）  |                           |                             |                             |                         |
| モハ1004   |                                          | モハ1200形1200            | クハ220形225                | サハ3641 1969年（昭和44年） | サハ3222                |
| モハニ1101 |                                          | クハニ470形470            |                             | クハ3643 1965年（昭和40年） | クハ3407                |
| モハニ1102 |                                          | モハニ1270形1270          | クハニ470形471              | クハ3644 1967年（昭和42年） | クハ3413                |
| モハニ1103 |                                          | モハニ1270形1271          | クハニ470形472              | クハ3645 1967年（昭和42年） | クハ3603                |
| モハニ1104 |                                          | モハニ1270形1272          | クハニ470形473              | クハ3646 1967年（昭和42年） | クハ3419                |
| クハ1201   | 高松琴平電鉄9000形910 1947年（昭和22年） |                           |                             |                             |                         |
| クハ1202   |                                          | モハ1200形1201            | クハ220形226                | サハ3642 1968年（昭和43年） | サハ3220                |